# الموجي الصغير
الموجي الصغير (1951 - 11 فبراير 2022) هو ملحن وموزع موسيقي مصري.

## حياته ونشأته ومسيرته
الموجي محمد أمين محمد الموجي، ولد عام 1951 في مركز بيلا التابعة لمحافظة كفر الشيخ، التحق بكلية التربية الموسيقية جامعة حلوان قسم العود وتخرج عام 1980، وجسد دور والده الملحن محمد الموجي في المسلسل الإذاعي اليتيم، وعمل في الكويت مدرسا للموسيقى لمدة عامين، ثم عاد إلى مصر ليضع الألحان لعدد كبير من الأعمال السينمائية والتليفزيونية، منها: القلب وما يعشق وحالة تلبس والرجل يحب مرتين وهارب من التجنيد كما لحن لعدد كبير من النجوم على رأسهم سميرة سعيد ومحمد الحلو.